# Verwaltungsgemeinschaft Haag i. OB
Die Verwaltungsgemeinschaft Haag i. OB im oberbayerischen Landkreis Mühldorf a.Inn wurde im Zuge der Gemeindegebietsreform am 1. Mai 1978 gegründet und zum 1. Januar 1980 bereits wieder aufgelöst.
Ihr gehörten die Gemeinden Haag in Oberbayern, Kirchdorf, Maitenbeth, Rechtmehring und Reichertsheim an. Während Haag in Oberbayern wieder eine eigene Verwaltung als Einheitsgemeinde erhielt, bildeten ab 1. Januar 1980 die Gemeinden Kirchdorf und Reichertsheim die neue Verwaltungsgemeinschaft Reichertsheim und die Gemeinden Maitenbeth und Rechtmehring die neue Verwaltungsgemeinschaft Maitenbeth.
Sitz der Verwaltungsgemeinschaft war Haag in Oberbayern.